# Сока (озеро)
Озеро Сока (латис. Sokas ezers; також Kodajezers, Kodajs, Soka ezers, Sokka ezers, Kodaja ezers, Kodu ezers) — озеро в Латвії, лежить у волості Стайцеле Лимбазького краю, на болоті Сока поблизу кордону з Естонією.
Болотяне озеро з коричневою водою. Лежить на одній з найбільших територій первісної природи в Балтії, вплив людини на довкілля на великій території не помітний. Впадає в Рейю, яка тече на північ — до Естонії.